# Yeshivá de Novardok
La Yeshivá de Novardok era un conjunto de escuelas talmúdicas, cuyo propósito era difundir el pensamiento del Rabino Yosef Yozel Horowitz. El término Novardok también se utiliza para referirse al método educativo desarrollado dentro de esa yeshivá, o en un sentido más general para identificar a las corrientes de pensamiento judías asquenazíes, más influenciadas por el movimiento del Musar, para diferenciarlas de la corriente de pensamiento de la Yeshivá de Slabodka, de origen lituano.

## Historia

### De 1748 a 1896: El ascenso del judaísmo lituano
El judaísmo lituano se desarrolló bajo la influencia del Gaón de Vilna, a mediados del siglo XVIII. Tiene una visión académica del judaísmo: ya que todo judío debe dedicarse enteramente al estudio del Talmud. Sin embargo, esta visión estaba fuera de lugar con la mayoría de la población judía en Europa del Este. La mayoría de ellos eran ignorantes, apenas estaban alfabetizados, y eran muy supersticiosos. Esto llevó a la aparición del jasidismo, y a enfrentamientos muy virulentos entre los Hasidim y los Mitnagdim. Cuando el Gaón de Vilna murió, sus numerosos estudiantes transmitieron su filosofía a la nueva generación, mientras que la mayoría de sus discípulos enseñaron una visión respetuosa del estudio talmúdico, al fundar la Yeshivá de Slabodka, la Yeshivá Mir, o la Yeshivá de Telshe, otros discípulos, más influenciados por el movimiento del Musar, del Rabino Israel de Salant, enseñaron otro enfoque, basado en la modestia, la humildad, y el desapego del Mundo material. Esta filosofía rabínica, hizo de la ética un requisito indispensable para el estudio talmúdico, y fue llevada a la práctica por el Rabino Yosef Yozel Horowitz, el cual empezó a predicar el ascetismo en Novardok, alrededor de 1880. Esta visión estaba en contradicción con el resto del judaísmo lituano. El movimiento del Musar fue considerado durante un tiempo, como una tercera vía, distinta y a medio camino entre los judíos Mitnagdim y los Hasidim.

### De 1896 a 1945: Creación de la yeshivá
En el Mundo del judaísmo ortodoxo europeo, las diversas disputas estaban empezando a desvanecerse, a medida que los líderes religiosos debían unirse para enfrentarse a nuevas amenazas: la haskalá, el socialismo, y una de sus consecuencias, la asimilación. Así, a pesar de sus diferencias ideológicas, las diversas variantes de las escuelas de pensamiento lituanas co-existían pacíficamente, e incluso terminan por reconciliarse con los judíos jasídicos. Fue en este contexto cuando el Rabino Horowitz fundó su propia Yeshivá en Novardok en 1896, y envió a emisarios por todo el Mundo asquenazita, para atraer a estudiantes. Sin embargo, aunque fue un éxito, el modelo basado en la Yeshivá de Slabodka, fue percibido como más prestigioso, y atrajo a muchos más estudiantes que las yeshivot de Novardok. Sin embargo, alrededor de 40 yeshivot fueron creados en todo el Imperio Ruso. Pero durante la Revolución Bolchevique, todas estas pequeñas yeshivas dispersas por toda la Madre Rusia se vieron obligadas a cerrar, bajo la presión de los comunistas. El Rabino Horowitz comprendió entonces que el futuro de la yeshivá se estaba decidiendo fuera de las fronteras de la Unión Soviética. El rabino trasladó la principal yeshivá a Polonia, a la ciudad de Bialystok, donde se convirtió en la academia talmúdica más importante de la ciudad. La Yeshivá de Gateshead situada en el norte de Inglaterra, fue fundada como una rama de Novardok. En 1930, el Rabino Ben Tzion Bruk, abrió una sucursal de la Yeshivá Novardok en la ciudad santa de Jerusalén. El modelo de la Yeshivá Novardok, ocupó entonces una posición dominante durante una década. Desafortunadamente, esta situación no duró: durante la Segunda Guerra Mundial, casi todos los estudiantes de las yeshivot de Novardok, murieron en los campos de concentración nacional-socialistas.

### Después de 1945: El renacimiento
Después de la Segunda Guerra Mundial y la Shoá, las yeshivot de Novardok, fueron diezmadas, y su método de enseñanza desapareció. La actual Yeshivá de Novardok ubicada en Jerusalén, (la única que lleva oficialmente este nombre), es una yeshivá lituana completamente clásica, similar al modelo de Slabodka. Sin embargo, varias yeshivot trataron de revivir el espíritu de la Yeshivá de Novardok, volviendo a colocar al Movimiento del Musar en el centro del estudio. En Francia, el Rabino Gershon Liebman, un antiguo alumno de la Yeshivá de Novardok, fundó en 1948 la institución Beth Yossef, que incluye: una escuela judía ubicada en París, y una yeshivá situada en la población de Bussières (Seine-et-Marne). La mayoría de sus estudiantes son originarios del Norte de África, pero se identifican con el modelo de Novardok, y estudian junto a los judíos asquenazíes. Situada en el barrio de Queens, en Nueva York, la Yeshivá de Far Rockaway, es también una continuación de la Yeshivá de Novardok.